# 1955 în film
- 1954 în cinematografie — 1955 în cinematografie — 1956 în cinematografie

## Premiere românești
- Alarmă în munți, regia Dinu Negreanu
- Directorul nostru, regia Jean Georgescu

## Filmele cu cele mai mari încasări
Filmele cu cele mai mari încasări din 1955 în SUA:
| #   | Titlu                 | Studio                  | Actori                                                     | Încasări    |
| --- | --------------------- | ----------------------- | ---------------------------------------------------------- | ----------- |
| 1.  | Cinerama Holiday      | Cinerama Productions    | John Marsh, Betty Marsh, Fred Troller                      | $10.000.000 |
| 2.  | Mister Roberts        | Warner Bros.            | Henry Fonda, James Cagney, William Powell, Jack Lemmon     | $8,500,000  |
| 3.  | Battle Cry            | Warner Bros.            | Van Heflin, Aldo Ray, James Whitmore, Mona Freeman         | $8,000,000  |
| 4.  | Oklahoma!             | RKO                     | Gordon MacRae, Shirley Jones, Gloria Grahame, Eddie Albert | $7,100,000  |
| 5.  | Guys and Dolls        | MGM                     | Marlon Brando, Jean Simmons, Frank Sinatra, Vivian Blaine  | $6,900,000  |
| 6.  | Lady and the Tramp    | Walt Disney Productions | Barbara Luddy, Larry Roberts, Peggy Lee                    | $6,500,000  |
| 7.  | Not as a Stranger     | United Artists          | Olivia de Havilland, Robert Mitchum, Frank Sinatra         | $6,200,000  |
| 8.  | Strategic Air Command | Paramount Pictures      | James Stewart, June Allyson                                | $6,000,000  |
| 8.  | To Hell and Back      | Universal               | Audie Murphy, Marshall Thompson, Charles Drake             | $6,000,000  |
| 8.  | The Sea Chase         | Warner Bros.            | John Wayne, Lana Turner                                    | $6,000,000  |
| 8.  | The Seven Year Itch   | 20th Century Fox        | Marilyn Monroe, Tom Ewell                                  | $6,000,000  |
| 8.  | The Tall Men          | 20th Century Fox        | Clark Gable, Jane Russell                                  | $6,000,000  |
| 9.  | Blackboard Jungle     | MGM                     | Glenn Ford, Anne Francis, Sidney Poitier, Richard Kiley    | $5,200,000  |
| 10. | A Man Called Peter    | 20th Century Fox        | Richard Todd, Jean Peters                                  | $4,700,000  |

## Premii

### Oscar
- Cel mai bun film:
- Cel mai bun regizor:
- Cel mai bun actor:
- Cea mai bună actriță:
- Cel mai bun film străin:

Articol detaliat: Oscar 1955

### BAFTA
- Cel mai bun film:
- Cel mai bun actor:
- Cea mai bună actriță:
- Cel mai bun film străin: